# Passa
Passa en francés y oficialmente, Paçà en catalán, es una  localidad y comuna francesa, situada en el departamento de Pirineos Orientales, región de Languedoc-Rosellón y comarca histórica del Rosellón.
Sus habitantes reciben el gentilicio de passanencs en francés o paçanenc, paçanenca en catalán.

## Demografía
| 461 | 468 | 406 | 435 | 487 | 569 |
| Para los censos de 1962 a 1999 la población legal corresponde a la población sin duplicidades (Fuente: INSEE [Consultar]) |     |     |     |     |     |

## Lugares de interés

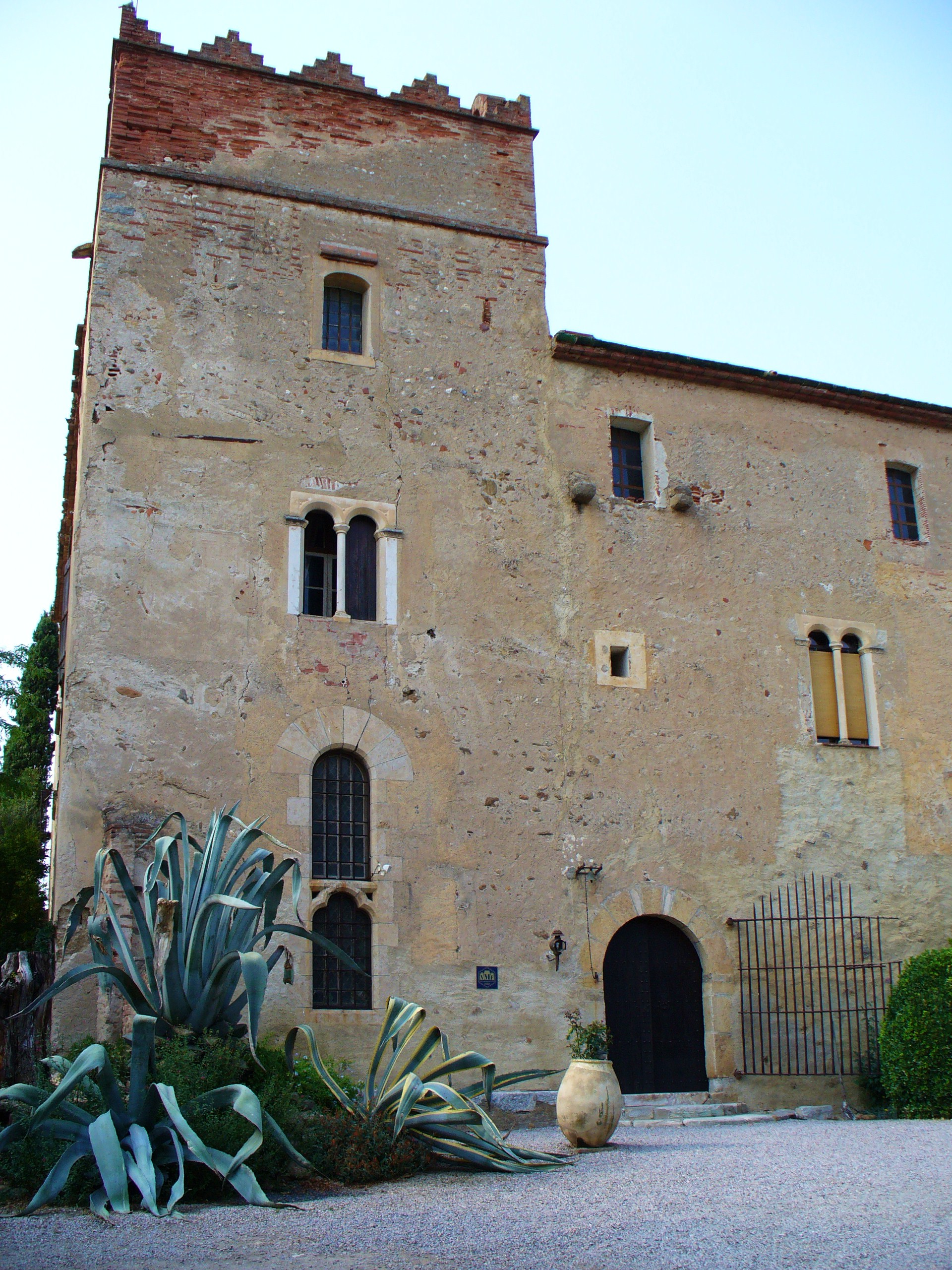
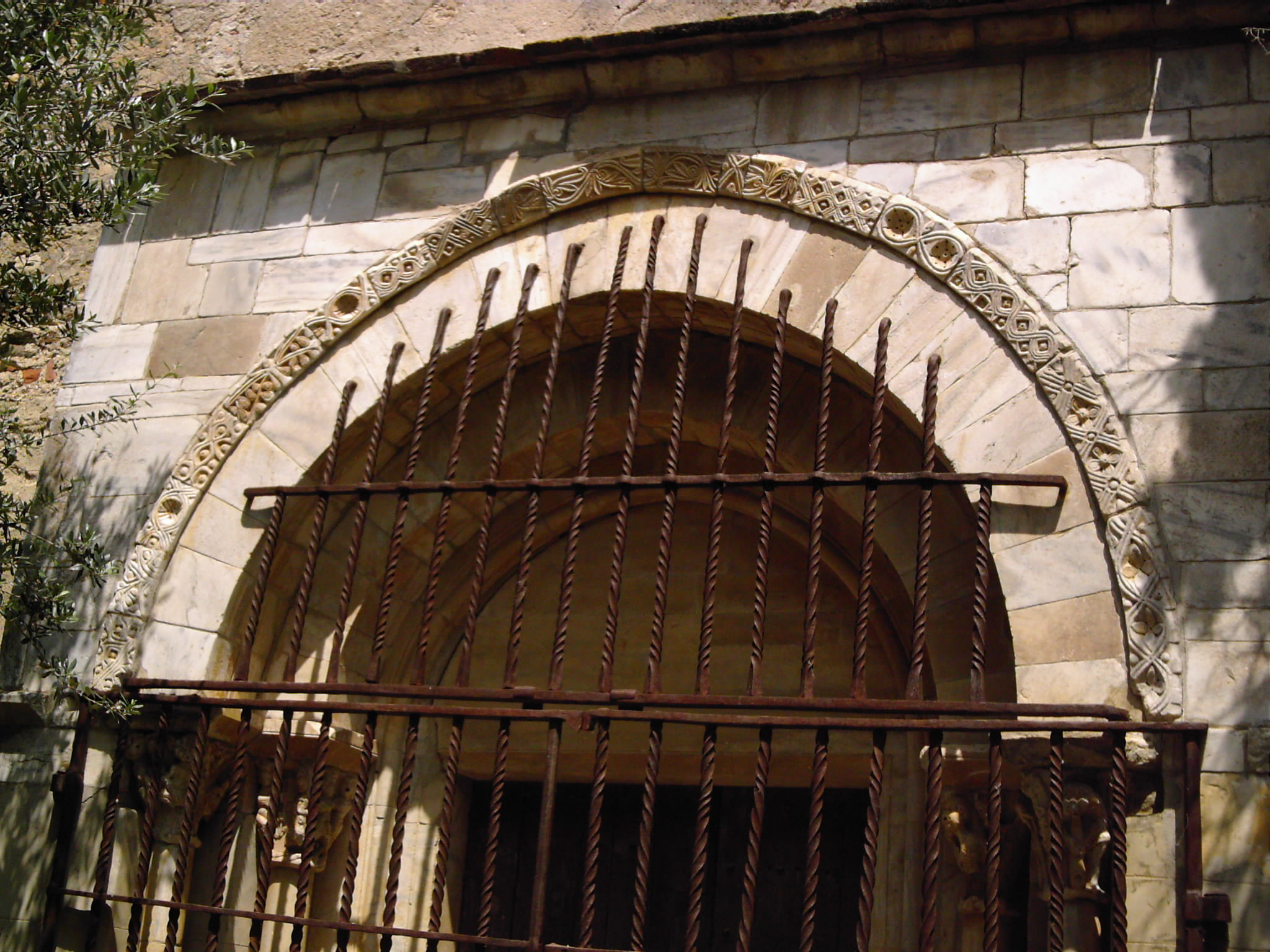
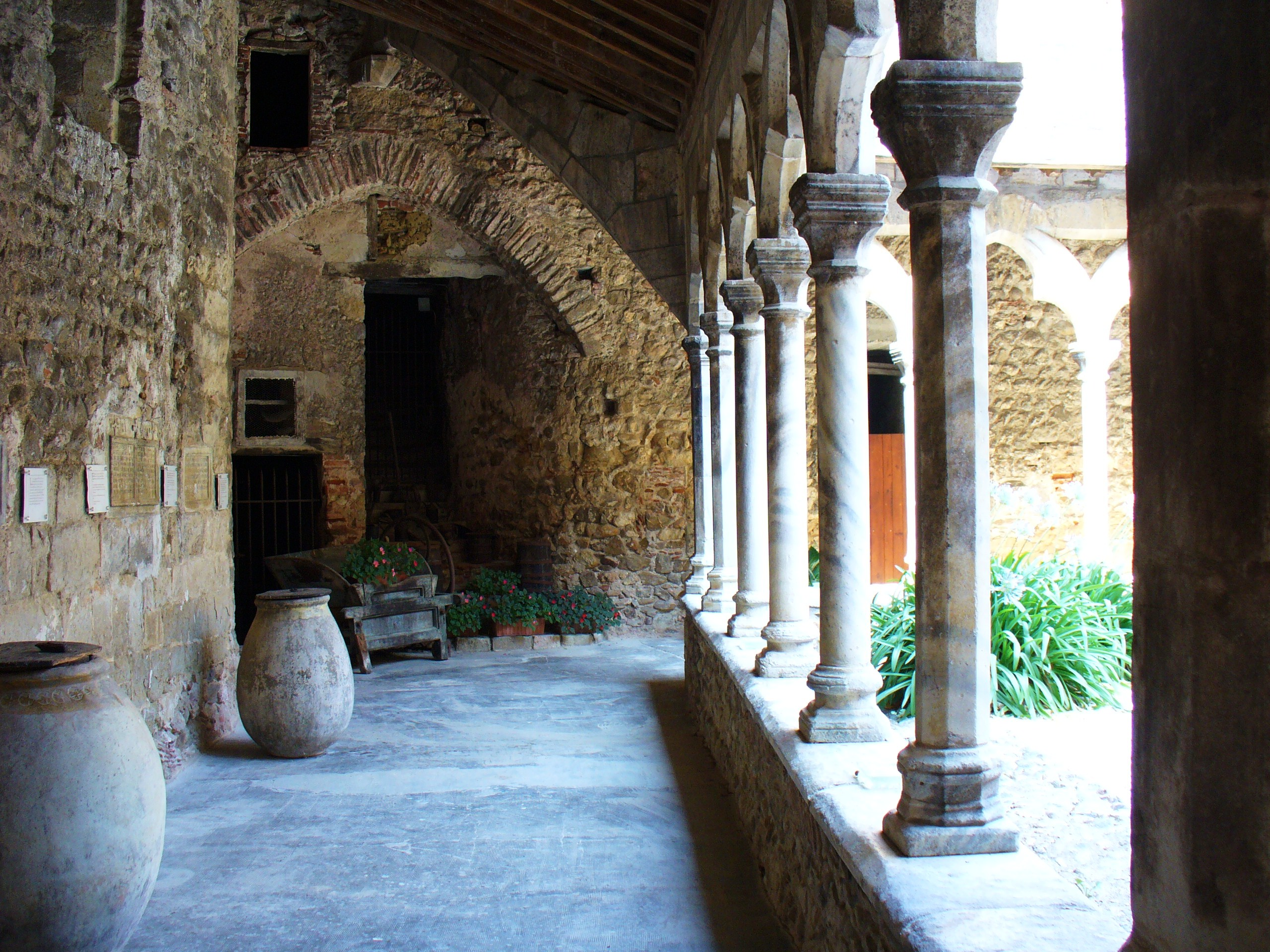
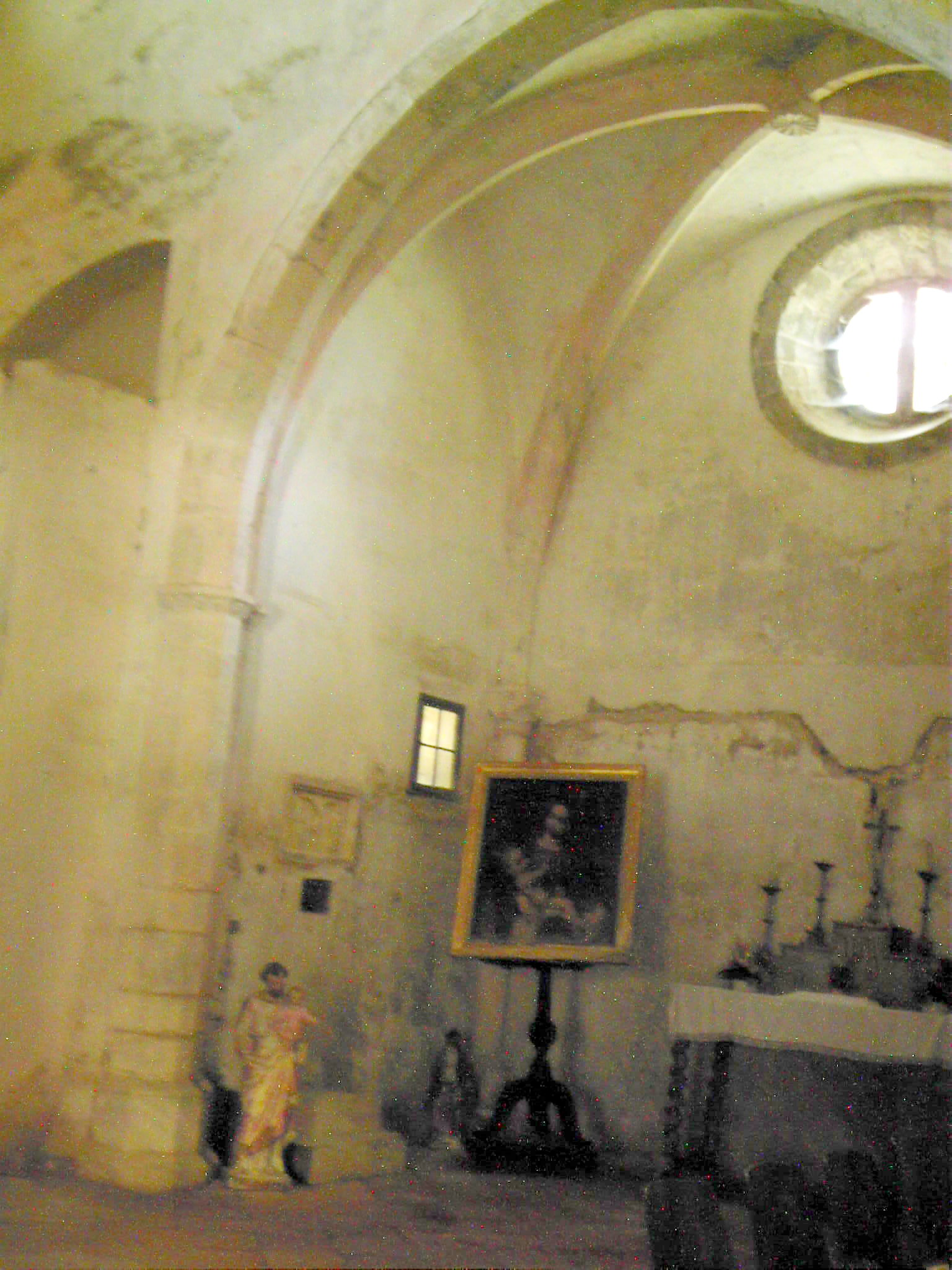

- Priorato del Monastir del Camp